# Адолф от Насау
Вижте пояснителната страница за други личности с името Насау.
Адолф от Насау (на немски: Adolf von Nassau; * ок. 1255, † 2 юли 1298 при Гьолхайм, Рейнланд-Пфалц) от Дом Насау (Валрамска линия), е римско-немски крал от 1292 до 1298. Титлата, която носел през целия си живот, е rex Romanorum, но обикновено е познат като Адолф от Насау.

## Живот
Той е член на малка аристокрация, роден около 1255 като син на граф Валрам II от Насау (1220 – 1276) и Аделхайд фон Катценелнбоген († 1288), дъщеря на Дитер IV граф на Катценелнбоген.
Адолф се жени ок. 1270 г. за Имагина фон Изенбург-Лимбург (1255 – 1318), дъщеря на Герлах I фон Лимбург, и има с нея най-малко осем деца.
Адолф става граф на Насау през 1277 г. Чрез чичо си Еберхард I фон Катценелнбоген той отива в двора на крал Рудолф I Хабсбургски, който му дава през 1286 г. службата хауптман на замък Калсмунт във Вецлар, след една година и други замъци. Той говорел немски, френски и латински, което тогава при благородниците било рядко.
Адолф е на около 40 години, когато е избран за крал на 5 май 1292 г. Той нямал нито власт, нито влияние, но е избран за Римски крал, защото избирателите предпочитали слаб крал. Неговото избиране било силно повлияно от архиепископите на Майнц и Кьолн. Адолф е коронован като крал на германците на 2 юни 1292 в Аахен. Той никога не бива коронован от папата в Рим, което би му осигурило титлата „император“.
Неговите кроежи и желания за териториални присвоявания в Тюрингия обръща неговите съюзници срещу него. Те го свалят и избират Албрехт I Хабсбургски на негово място през 1298 г. Адолф отказва да приеме това решение и е убит в битката при Гьолхайм с Албрехт на 2 юли 1298 г.

## Деца
Адолф от Насау и Имагина от род Изенбург-Лимбург имат децата:
- Хайнрих († млад)
- Имагина († млада)
- Рупрехт VI (* пр. 1280, † 2 ноември 1304), граф на Насау
- Мехтхилд (* 1280, † 1323), ∞ на 1 септември 1294 г. Рудолф I фон Пфалц
- Герлах I (* 1288, † 7 януари 1361), граф на Насау
- Адолф (* 1292, † 1294)
- Аделхайд († 1338), 1311 – 1338 абатеса в Кларентал
- Валрам III (* 1294, † 15 май 1324), граф на Насау-Висбаден